# Olimpija Rīga
El Olimpija Rīga fue un equipo de fútbol de Letonia que jugó alguna vez en la Virsliga, la liga de fútbol más importante del país.

## Historia
Fue fundado en el año 1992 en la capital Riga después de la separación de Letonia de la Unión Soviética con el nombre Kompar-Daugava como tributo al desaparecido equipo FK Daugava, nombre que cambiaron en 1993 por el de Olimpija Rīga porque lo financiaba el Riga Olimpija Bank.
El equipo fue uno de los más fuertes de Letonia, ya que logró ganar 1 Copa Local en 2 finales jugadas y 1 subcampeonato de Liga.
A nivel internacional participó en 1 torneo continental, en la Recopa de Europa 1994-95, en la que fue eliminado en la Ronda Preliminar por el Bodø/Glimt de Noruega.
El equipo desapareció en el año 1995 porque el Riga Olimpija Bank, principal patrocinador del equipo, se declaró en bancarrota.

## Palmarés
- Virsliga: 0
  - Subcampeón: 1

1993
- Copa de Letonia: 1

1994
- - Finalista: 1

1992

## Participación en competiciones de la UEFA
| Temporada | Torneo                | Ronda      | País    | Rival      | Resultado |
| --------- | --------------------- | ---------- | ------- | ---------- | --------- |
| 1994/95   | UEFA Cup Winners' Cup | Preliminar | Noruega | Bodø/Glimt | 0–6, 0–0  |

## Jugadores

### Jugadores destacados
| - Dzintars Sproģis - Igors Korabļovs - Andrejs Štolcers - Oļegs Karavajevs - Vladimirs Pačko - Adriano Gennari - Giulian Volpi - Fernando Iparraguirre | - Ēriks Grigjans - Oļegs Karavajevs - Jānis Skredelis - Aleksandrs Starkovs - Vladimirs Žuks |